# Alima Ouattara
Alima Ouattara (ur. 1 lutego 1988) – lekkoatletka specjalizująca się w skoku o tyczce, reprezentantka Wybrzeża Kości Słoniowej.

## Osiągnięcia
- brąz mistrzostw Afryki (Nairobi 2010)
- srebrny medal igrzysk afrykańskich (Maputo 2011)
- brązowy medal igrzysk afrykańskich (Brazzaville 2015)
- 4. miejsce podczas mistrzostw Afryki (Durban 2016)

## Rekordy życiowe
- skok o tyczce – 3,80 (2014) rekord Wybrzeża Kości Słoniowej
- skok o tyczce (hala) – 3,65 (2011) rekord Wybrzeża Kości Słoniowej